# Aéroport Sultan Abdul Halim
L'aéroport Sultan Abdul Halim (code IATA : AOR • code OACI : WMKA) est un aéroport servant la ville d'Alor Setar, dans l'état de Kedah en Malaisie.
L'aéroport, situé à Kepala Batas, est à 15 kilomètres du centre-ville. Depuis le 5 mai 2006, un nouveau terminal a été construit et mis en fonction, de plus, la piste a été agrandie, passant de 1 963 mètres à 2 745 mètres permettant ainsi d'accueillir des Airbus 330.
Une base d'entraînement de la Royal Malaysian Air Force est également située au même endroit, et emprunte la même piste d'atterrissage.

## Situation
| Alor · Setar Ba'kelalan Bario Bintulu Ipoh Johor Bahru Kerteh Kota Bharu Kota · Kinabalu Kuala · Lumpur Kuala Terengganu Kuantan Kuching Kudat Labuan Lahad Datu Langkawi Lawas Limbang Long · Akah Long · Banga Long Lellang Long · Seridan Malacca Marudi Miri Mukah Mulu Pulau · Pangkor Penang Pulau Redang Sandakan Sibu Subang Tanjung · Manis Tawau |

## Compagnies aériennes et destinations
| Compagnies        | Destinations                                                               |
| ----------------- | -------------------------------------------------------------------------- |
| AirAsia           | Kuala Lumpur                                                               |
| Firefly           | Kuala Lumpur-Subang                                                        |
| Malaysia Airlines | Kuala Lumpur Hajj: Djeddah - Roi-Abdelaziz, Médine-Prince M. Bin Abdulaziz |
| Malindo Air       | Kuala Lumpur-Subang                                                        |

Édité le 20/08/2017

## Trafic et statistiques
Pour des raisons techniques, il est temporairement impossible d'afficher le graphique qui aurait dû être présenté ici.

Voir la requête brute et les sources sur Wikidata.